# Droit transnistrien
Le droit transnistrien est le droit appliqué dans l’État non reconnu internationalement de Transnistrie.

## Sources du droit

### Constitution
La Constitution est la norme suprême de la Transnistrie.

### Législation
Le Conseil suprême est l'organe législatif de la Transnistrie. L'article 62 de la Constitution établit ce qui est du domaine de la loi.

### Normes internationales
L'article 10 de la Constitution dispose que les principes et normes du droit international universellement reconnus, ainsi que les traités internationaux ratifiés, font partie de l'ordre juridique interne. L'article 57 dispose qu'un accord international ne peut être ratifié qu'après l'adoption (ou alors en même temps) de la loi modifiant la législation en vigueur dans le domaine concernant le traité.

### Règlements
L'article 72 de la Constitution dispose que le président adopte des décrets et ordonnances qui doivent respecter la Constitution et les lois de Transnistrie.

## Sources

## Compléments